# Cuxham
Cuxham är en by i civil parish Cuxham with Easington, i distriktet South Oxfordshire, i grevskapet Oxfordshire, i England. Byn är belägen 15 km från Henley-on-Thames. Cuxham var en civil parish fram till 1932 när blev den en del av Cuxham with Easington. Civil parish hade 129 invånare år 1931. Byn nämndes i Domedagsboken (Domesday Book) år 1086, och kallades då Cuchesham.